# Färöische Fußballmeisterschaft 2016
Die Färöische Fußballmeisterschaft 2016 war die 74. Saison der höchsten färöischen Fußballliga. Die Liga heißt offiziell Effodeildin nach dem Hauptsponsor, dem Energieunternehmen Effo. Sie startete am 5. März 2016 und endete am 22. Oktober 2016.
Die Aufsteiger Skála ÍF und B68 Toftir kehrten nach jeweils einem Jahr in die höchste Spielklasse zurück. Meister wurde Víkingur Gøta, die den Titel somit zum ersten Mal erringen konnten. Titelverteidiger B36 Tórshavn landete auf dem vierten Platz. Absteigen mussten hingegen AB Argir und B68 Toftir nach vier beziehungsweise einem Jahr Erstklassigkeit.
Im Vergleich zur Vorsaison verschlechterte sich die Torquote auf 3,13 pro Spiel. Den höchsten Sieg erzielte NSÍ Runavík mit einem 7:1 im Heimspiel gegen ÍF Fuglafjørður am 19. Spieltag, was zugleich das torreichste Spiel darstellte, sowie KÍ Klaksvík mit einem 6:0 im Heimspiel gegen B68 Toftir am 26. Spieltag.

## Modus
In der Effodeildin spielte jede Mannschaft an 27 Spieltagen jeweils drei Mal gegeneinander. Aufgrund der Vorjahresplatzierung trugen B36 Tórshavn, NSÍ Runavík, Víkingur Gøta, HB Tórshavn und KÍ Klaksvík ein zusätzliches Heimspiel aus. Die punktbeste Mannschaft zu Saisonende war Meister und nahm an der Qualifikation zur Champions League teil, während die letzten beiden Mannschaften in die 1. Deild, die färöische Zweitklassigkeit, absteigen mussten.

## Saisonverlauf

### Meisterschaftsentscheidung
B36 Tórshavn und KÍ Klaksvík erzielten jeweils sieben Siege und zwei Unentschieden aus den ersten elf Spielen, Víkingur Gøta folgte mit sechs Siegen und vier Unentschieden, dicht gefolgt von NSÍ Runavík mit sieben Siegen. Nach neun Siegen aus den nächsten zehn Spielen stand KÍ vier Punkte vor Víkingur, die ihrerseits acht Siege in derselben Zeit erzielten. Drei weitere Punkte dahinter lag NSÍ, B36 hingegen fiel durch fünf sieglose Spiele in Folge weit zurück. Am 22. Spieltag unterlag KÍ auswärts mit 0:2 bei NSÍ und Víkingur kam bis auf einen Punkt an die Tabellenspitze heran. Am Spieltag darauf kam es zum direkten Duell, das der Erstplatzierte durch einen 2:1-Sieg beim Zweitplatzierten für sich entscheiden und somit die Tabellenführung wieder auf vier Punkte vergrößern konnte. Durch ein 2:2-Unentschieden im Heimspiel gegen B36 sowie einer 1:3-Auswärtsniederlage bei AB Argir konnte Víkingur Gøta an KÍ Klaksvík vorbeiziehen. Da beide Mannschaften ihre letzten beiden Spiele gewinnen konnten, blieb es bei dieser Tabellenkonstellation.

### Abstiegskampf
B68 Toftir startete mit zwei Unentschieden in die Saison, konnte jedoch kein einziges Spiel gewinnen. AB Argir musste auf den ersten Sieg bis zum elften Spieltag warten, als zu Hause TB Tvøroyri mit 3:2 bezwungen werden konnte. Als am 23. Spieltag der Neuntplatzierte AB Argir gegen den Achtplatzierten Skála ÍF mit 0:2 verlor, stand der Abstieg von B68 bereits fest. AB hingegen gewann die nächsten beiden Spiele und konnte den Abstand zu Skála auf sechs Punkte bei noch zwei ausstehenden Spielen verkürzen. Nach der 1:4-Auswärtsniederlage gegen NSÍ Runavík am vorletzten Spieltag stand der zweite Absteiger fest.

## Vereine
| Mannschaft      | Stadion          | Spielort     |
| --------------- | ---------------- | ------------ |
| AB Argir        | Skansi Arena     | Argir        |
| B36 Tórshavn    | Gundadalur       | Tórshavn     |
| B68 Toftir      | Tofta Leikvøllur | Toftir       |
| HB Tórshavn     | Gundadalur       | Tórshavn     |
| ÍF Fuglafjørður | í Fløtugerði     | Fuglafjørður |
| KÍ Klaksvík     | Við Djúpumýrar   | Klaksvík     |
| NSÍ Runavík     | við Løkin        | Runavík      |
| Skála ÍF        | Undir Mýruhjalla | Skála        |
| TB Tvøroyri     | við Stórá        | Trongisvágur |
| Víkingur Gøta   | Sarpugerði       | Norðragøta   |

## Abschlusstabelle
| Pl. | Verein            | Sp. | S  | U | N  | Tore    | Diff. | Punkte |
| --- | ----------------- | --- | -- | - | -- | ------- | ----- | ------ |
| 1.  | Víkingur Gøta (P) | 27  | 19 | 4 | 4  | 059:250 | +34   | 61     |
| 2.  | KÍ Klaksvík       | 27  | 19 | 3 | 5  | 064:260 | +38   | 60     |
| 3.  | NSÍ Runavík       | 27  | 18 | 1 | 8  | 060:360 | +24   | 55     |
| 4.  | B36 Tórshavn (M)  | 27  | 14 | 7 | 6  | 046:280 | +18   | 49     |
| 5.  | HB Tórshavn       | 27  | 12 | 7 | 8  | 044:300 | +14   | 43     |
| 6.  | ÍF Fuglafjørður   | 27  | 9  | 5 | 13 | 042:590 | −17   | 32     |
| 7.  | TB Tvøroyri       | 27  | 7  | 6 | 14 | 031:480 | −17   | 27     |
| 8.  | Skála ÍF (N)      | 27  | 6  | 8 | 13 | 025:410 | −16   | 26     |
| 9.  | AB Argir          | 27  | 4  | 6 | 17 | 031:490 | −18   | 18     |
| 10. | B68 Toftir (N)    | 27  | 0  | 7 | 20 | 020:800 | −60   | 07     |

Platzierungskriterien: 1. Punkte – 2. Tordifferenz – 3. geschossene Tore

| (M) | Meister 2015                     |
| (P) | Pokalsieger 2015                 |
| (N) | Aufsteiger aus der 1. Deild 2015 |

## Kreuztabelle
|                 | AB Argir | AB Argir | B36 Tórshavn | B36 Tórshavn | B68 Toftir | B68 Toftir | HB Tórshavn | HB Tórshavn | ÍF Fuglafjørður | ÍF Fuglafjørður | KÍ Klaksvík | KÍ Klaksvík | NSÍ Runavík | NSÍ Runavík | Skála ÍF | Skála ÍF | TB Tvøroyri | TB Tvøroyri | Víkingur Gøta | Víkingur Gøta |
| --------------- | -------- | -------- | ------------ | ------------ | ---------- | ---------- | ----------- | ----------- | --------------- | --------------- | ----------- | ----------- | ----------- | ----------- | -------- | -------- | ----------- | ----------- | ------------- | ------------- |
| AB Argir        |          |          | 2:3          | −            | 1:1        | 5:0        | 0:1         | −           | 1:3             | −               | 1:1         | 3:1         | 1:2         | −           | 0:0      | 0:2      | 3:2         | −           | 2:2           | 1:3           |
| B36 Tórshavn    | 2:1      | 2:1      |              |              | 3:1        | −          | 3:2         | 2:2         | 4:1             | −               | 0:1         | −           | 3:1         | 2:0         | 1:1      | −        | 0:0         | 5:2         | 0:2           | −             |
| B68 Toftir      | 2:2      | −        | 1:4          | 0:1          |            |            | 0:1         | −           | 1:2             | 0:2             | 0:3         | −           | 0:5         | 1:2         | 1:1      | −        | 1:1         | 3:3         | 2:2           | −             |
| HB Tórshavn     | 0:0      | 1:2      | 0:0          | −            | 1:0        | 6:1        |             |             | 1:0             | 4:1             | 4:2         | 2:3         | 3:4         | −           | 1:0      | −        | 4:1         | −           | 1:1           | 0:1           |
| ÍF Fuglafjørður | 1:0      | 2:0      | 0:0          | −            | 4:0        | −          | 4:2         | −           |                 |                 | 0:4         | 1:3         | 0:2         | −           | 2:2      | 1:1      | 2:2         | −           | 2:2           | 1:3           |
| KÍ Klaksvík     | 5:1      | −        | 1:1          | 2:2          | 4:1        | 6:0        | 1:0         | −           | 6:1             | 2:4             |             |             | 1:3         | 4:0         | 2:0      | 5:0      | 1:0         | 4:0         | 2:0           | −             |
| NSÍ Runavík     | 2:1      | 4:1      | 2:1          | −            | 2:1        | −          | 1:2         | 0:0         | 7:1             | −               | 2:0         | −           |             |             | 2:0      | 1:0      | 2:1         | −           | 1:3           | 4:2           |
| Skála ÍF        | 1:0      | −        | 1:0          | 0:2          | 0:0        | 5:1        | 0:3         | 2:2         | 1:0             | −               | 0:1         | −           | 0:2         | −           |          |          | 5:1         | 0:1         | 1:3           | −             |
| TB Tvøroyri     | 1:0      | 2:1      | 0:1          | −            | 4:1        | −          | 0:1         | 0:0         | 0:3             | 3:2             | 0:1         | −           | 2:1         | 3:1         | 1:1      | −        |             |             | 0:2           | −             |
| Víkingur Gøta   | 3:0      | −        | 1:0          | 2:0          | 4:0        | 5:1        | 1:0         | −           | 3:1             | −               | 0:2         | 1:2         | 2:0         | −           | 4:1      | 4:0      | 2:1         | 1:0         |               |               |

## Torschützenliste
Bei gleicher Anzahl von Treffern sind die Spieler nach dem Nachnamen alphabetisch geordnet.
| Pl.  | Name               | Team            | Tore |
| ---- | ------------------ | --------------- | ---- |
| 01.  | Klæmint Olsen      | NSÍ Runavík     | 23   |
| 02.  | Páll Klettskarð    | KÍ Klaksvík     | 21   |
| 03.  | Jóannes Bjartalíð  | KÍ Klaksvík     | 17   |
| 04.  | Sølvi Vatnhamar    | Víkingur Gøta   | 14   |
| 05.  | Albert Adu         | TB Tvøroyri     | 13   |
| 05.  | Øssur Dalbúð       | HB Tórshavn     | 13   |
| 05.  | Adeshina Lawal     | ÍF Fuglafjørður | 13   |
| 08.  | Árni Frederiksberg | NSÍ Runavík     | 11   |
| 08.  | Patrik Johannesen  | AB Argir        | 11   |
| 010. | Filip Djordjevic   | Víkingur Gøta   | 10   |
| 010. | Róaldur Jakobsen   | B36 Tórshavn    | 10   |
| 010. | Sebastian Pingel   | B36 Tórshavn    | 10   |

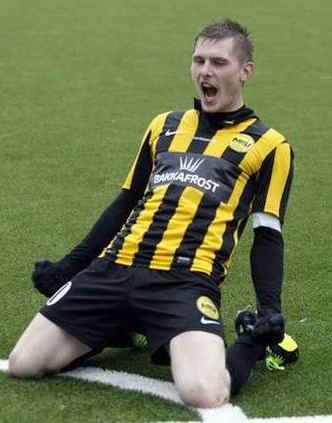
Torschützenkönig Klæmint Olsen

Dies war nach 2013, 2014 und 2015 der vierte Titel für Klæmint Olsen.

## Trainer
| Mannschaft      | Trainer              | Spieltage |
| --------------- | -------------------- | --------- |
| AB Argir        | Trygvi Mortensen     | 01–27     |
| B36 Tórshavn    | Eyðun Klakstein      | 01–27     |
| B68 Toftir      | Páll Guðlaugsson     | 01–16     |
| B68 Toftir      | Oddur Olsen          | 17        |
| B68 Toftir      | Eliesar Olsen        | 18–27     |
| HB Tórshavn     | Jan Dam              | 01–27     |
| ÍF Fuglafjørður | Jógvan Martin Olsen  | 01–07     |
| ÍF Fuglafjørður | Jákup Mikkelsen      | 08–27     |
| ÍF Fuglafjørður | Símun Eliasen        | 10–27     |
| KÍ Klaksvík     | Mikkjal Thomassen    | 01–27     |
| NSÍ Runavík     | Anders Gerber        | 01–27     |
| Skála ÍF        | Pauli Poulsen        | 01–27     |
| TB Tvøroyri     | Robert F. Roelofsen  | 01–13     |
| TB Tvøroyri     | Sigfríður Clementsen | 14–27     |
| Víkingur Gøta   | Sámal Erik Hentze    | 01–27     |

Während der Saison gab es drei Trainerwechsel. TB Tvøroyri verbesserte sich daraufhin um eine Position, für B68 Toftir und ÍF Fuglafjørður hatte der Wechsel keine Auswirkungen auf die Tabellenposition.

## Schiedsrichter
Folgende Schiedsrichter, darunter auch zwei aus Island und jeweils einer aus Dänemark, Finnland und Norwegen, leiteten die 135 Erstligaspiele:
| Name                         | Stammverein   | Spiele |
| ---------------------------- | ------------- | ------ |
| Petur Reinert                | Víkingur Gøta | 21     |
| Lars Müller                  | Royn Hvalba   | 19     |
| Eiler Rasmussen              | AB Argir      | 19     |
| Dagfinn Forná                | NSÍ Runavík   | 17     |
| Kári Jóannesarson á Høvdanum | Víkingur Gøta | 17     |
| Alex Troleis                 | B68 Toftir    | 15     |
| Rúni Gaardbo                 | B68 Toftir    | 14     |
| Ransin Napoleon Djurhuus     | HB Tórshavn   | 14     |
| Sivert Amland                | –             | 01     |
| Helgi Mikael Jónasson        | –             | 01     |
| Kaspar Madsen                | –             | 01     |
| Kalle Mäkinen                | –             | 01     |
| Valdimar Pállsson            | –             | 01     |

## Die Meistermannschaft
In Klammern sind die Anzahl der Einsätze sowie die dabei erzielten Tore genannt.
| 1. | Víkingur Gøta |
|    | Sorin Anghel (12/1) \| Filip Djordjevic (26/10) \| Hans Jørgen Djurhuus (15/0) \| Jobin Drangastein (7/0) \| Atli Gregersen (24/0) \| Bárður Hansen (15/0) \| Gert Hansen (25/4) \| Heðin Hansen (22/0) \| Erling Jacobsen (27/2) \| Hanus Jacobsen (17/3) \| Magnus Jarnskor (12/2) \| Sámal Jákup Joensen (4/0) \| Finnur Justinussen (5/1) \| Dánjal Pauli Lervig (1/1) \| Andreas Lava Olsen (25/9) \| Jákup Olsen (18/1) \| Jón Krosslá Poulsen (19/2) \| Elias Rasmussen (2/0) \| Hans Pauli Samuelsen (26/8) \| Géza Tamás Turi (26/0) \| Sølvi Vatnhamar (26/14) \| Gunnar Vatnhamar (16/0) ohne Einsatz: Rógvi Djurhuus \| Sunvard Joensen \| Bárður á Reynatrøð - Trainer: Sámal Erik Hentze |

## Nationaler Pokal
Im Landespokal gewann KÍ Klaksvík im Elfmeterschießen gegen Meister Víkingur Gøta.

## Europapokal
2016/17 spielte B36 Tórshavn als Meister des Vorjahres in der 1. Qualifikationsrunde zur Champions League und schied mit 0:1 und 2:1 aufgrund der Auswärtstorregel gegen FC Valletta (Malta) aus.
HB Tórshavn spielte in der 1. Qualifikationsrunde zur UEFA Europa League gegen FC Levadia Tallinn (Estland). Nach einem 1:1 im Auswärtsspiel musste sich HB zu Hause mit 0:2 geschlagen geben.
Víkingur Gøta spielte als Pokalsieger des Vorjahres in der 1. Qualifikationsrunde zur UEFA Europa League gegen FK Ventspils (Lettland), die beide Spiele mit 2:0 für sich entschieden.
NSÍ Runavík spielte ebenfalls in der 1. Qualifikationsrunde zur UEFA Europa League gegen FK Schachzjor Salihorsk (Weißrussland), die sich mit 2:0 und 5:0 durchsetzen konnten.